# Gastroserica vinhphuensis
Gastroserica vinhphuensis är en skalbaggsart som beskrevs av Ahrens 2000. Gastroserica vinhphuensis ingår i släktet Gastroserica och familjen Melolonthidae. Inga underarter finns listade i Catalogue of Life.